# Kanton Orléans-Bourgogne
Kanton Orléans-Bourgogne (francouzsky Canton d'Orléans-Bourgogne) je francouzský kanton v departementu Loiret v regionu Centre-Val de Loire. Tvoří ho pouze východní část centra města Orléans (čtvrti Bourgogne - République, Pasteur a Saint-Vincent).